# The Batman (animatieserie)
The Batman is een Amerikaanse animatieserie gebaseerd op het DC Comics personage Batman. De serie werd van 2004 tot 2008 uitgezonden, en telt 65 afleveringen.
De serie was in Vlaanderen van 3 september 2005 tot en met 28 augustus 2010 te zien op VTM bij TamTam. Het was ook in Nederland een tijdje te zien op Net5.

## Overzicht
De serie heeft qua verhaal geen connecties met een van de voorgaande Batman-series of films, maar moet worden gezien als een opzichzelfstaande productie.
De tekenstijl van de serie is duidelijk anders dan die van de vorige Batman-series. In zijn algemeenheid is de tekenstijl gelijk aan die van de serie Jackie Chan Adventures, daar beide gebaseerd zijn op tekeningen van tekenaar/producer Jeff Matsuda. Ook hebben veel van Batmans bekende vijanden in de serie een make-over ondergaan en zien er derhalve duidelijk anders uit dan hun stripversies. Ook hun achtergrondverhaal is niet altijd in overeenstemming met de stripversie.

## Inhoud

### Seizoen 1
In het eerste seizoen is Bruce Wayne/Batman 26 jaar oud. Hij is inmiddels drie jaar lang de held Batman, beschermer van Gotham City. De enige die van zijn ware identiteit op de hoogte is, is zijn butler Alfred Pennyworth.
De normale misdaad in Gotham is mede door Batman lager dan ooit, maar nu duiken opeens nieuwe schurken op die een stuk gevaarlijker zijn. Batman krijgt in seizoen een te maken met Rupert Thorne, de Joker, Catwoman, de Penguin, Mr. Freeze, Clayface, Firefly, Ventriloquist en Scarface, Man-Bat, Cluemaster en Bane.
Aan het eind van seizoen 1 veranderd Ethan Bennett door toedoen van Joker in Clayface.

### Seizoen 2
Seizoen 2 introduceerde meer schurken, zoals een sinistere versie van de Riddler, Professor Hugo Strange, Rag Doll, Spellbinder, Killer Croc en een slankere Solomon Grundy. Aan het eind van het seizoen duikt commissaris James Gordon voor het eerst op, en wordt het bekende Batsignaal geïntroduceerd.

### Seizoen 3
In seizoen drie duikt Gordon’s dochter Barbara Gordon voor het eerst op. Zij wordt al snel Batman’s eerste helper genaamd Batgirl, en speelt in de rest van het seizoen een belangrijke rol. Pas tegen het einde van het seizoen accepteert Batman haar hulp volledig.
De reden dat Batgirl en niet Robin als eerste partner van Batman werd geïntroduceerd was omdat Robin ook al meedeed in de serie Teen Titans, die rond dezelfde tijd werd uitgezonden. Zolang die serie nog liep mocht Robin niet in andere series meedoen.
Verschillende nieuwe schurken doken op in dit seizoen waaronder Poison Ivy (in deze versie Barbara’s beste vriendin), een andere versie van Gearhead, Prank, Temblor en D.A.V.E.

### Seizoen 4
Seizoen 4 van de serie werd door fans en producers gezien als het “fanvriendelijke” seizoen. Batman onderging in dit seizoen een make-over om het meer te laten lijken op de Batman uit het DC Animated Universe. De serie Teen Titans was inmiddels gestopt, waardoor Robin/Dick Grayson ook kon worden geïntroduceerd in deze serie.
Meer schurken deden hun intrede in dit seizoen, zoals Tony Zucco, Killer Moth, Black Mask, Everywhere Man, Harley Quinn en een tweede Clayface.
Een van de hoogtepunten in het seizoen was de aflevering “Artifacts”, waarin een mogelijke toekomst werd getoond. Hierin zat Barbara inmiddels in een rolstoel en was Oracle geworden. Tevens was Dick Grayson in deze toekomst niet langer Robin maar Nightwing.
Andere bekende DC Superhelden hadden een gastoptreden in de finale van dit seizoen, waaronder de Martian Manhunter J'onn J'onnz, Hawkman, Green Arrow, Flash en Green Lantern.

### Seizoen 5
Seizoen 5 werd door producer Alan Burnett het “The Brave and the Bold” seizoen van de serie genoemd. Dit seizoen draait vooral om team-ups tussen Batman en andere superhelden, waaronder ook Superman.
Schurken in dit seizoen zijn deels afkomstig van deze nieuwe superhelden, zoals Lex Luthor, Mercy Graves, Metallo, Count Vertigo, de Wrath, Toyman, Shadow Thief, Sinestro en Mirror Master.

## Cast

### Helden
- Batman – Rino Romano
- Alfred – Alastair Duncan
- Barbara/Batgirl – Danielle Judovits
- Dick Grayson/Robin – Evan Sabara

### Schurken
- De Joker – Kevin Michael Richardson
- Clayface 1 – Steve Harris
- Clayface 2 – Wallace Langham en Lex Lang
- Catwoman – Gina Gershon
- De Penguin – Tom Kenny
- Bane – Joaquim de Almeida en Ron Perlman
- Killer Croc – Ron Perlman
- De Riddler – Robert Englund
- Poison Ivy – Piera Coppola
- Harley Quinn – Hynden Walch
- Man-Bat – Peter MacNicol
- Mr. Freeze – Clancy Brown
- Firefly – Jason Marsden
- Hugo Stange - Frank Gorshin

### Overig
- James Gordon – Mitch Pileggi
- Ethan Bennett – Steve Harris
- Ellen Yin – Ming-Na
- Burgemeester van Gotham City – Adam West

## Film
De serie kreeg ook een bijbehorende film: The Batman vs. Dracula. Deze film verscheen in 2005 als direct-naar-video.

## Prijzen
The Batman won de Annie Award voor beste nieuwe animatieserie in 2004.
In 2006 won The Batman twee Daytime Emmy Awards. Een voor “Outstanding Achievement In Sound Editing”, en een voor “Outstanding Special Class Animated Program”.